# Смірнова Мирослава Михайлівна
Смірнова Мирослава Михайлівна (нар. 22 січня 1984, м. Христинівка, Черкаська область, Українська РСР, СРСР) — українська політична діячка, державна діячка. За першою освітою — вчителька. З 22 квітня 2015 року до 11 липня 2019 року — голова Києво-Святошинської РДА.

## Освіта
У 2000 році закінчила з відзнакою Розкішнянську ЗОШ І-ІІІ ступенів. У 2006 році закінчила навчання в Національному педагогічному університеті імені М. П. Драгоманова, де здобула повну вищу освіту за спеціальністю вчитель математики.
У 2016 році з відзнакою і рекомендацією для вступу в аспірантуру закінчила Національну академію державного управління при Президентові України (Інститут вищих керівних кадрів), здобула ступінь магістра за спеціальністю «Управління суспільним розвитком». Вступила в аспірантуру Національної академії державного управління при Президентові України.
Із 2017 по 2021 роки навчалася у Національній академії внутрішніх справ України за спеціальністю «Право», отримала кваліфікацію бакалавра.

## Трудова діяльність
- Із січня по жовтень 2007 року — виконувачка обов'язків начальника відділу у справах сім'ї та молоді Шевченківської районної у м. Києві державної адміністрації;
- із листопада 2008 по грудень 2009 року — КП "ЦС ДЮК «Дитячі мрії»;
- із липня 2014 по квітень 2015 року — перший заступник голови Києво-Святошинської районної державної адміністрації Київської області (з жовтня 2014 по квітень 2015 року — виконувачка обов'язків голови Києво-Святошинської районної державної адміністрації Київської області);
- із квітня 2015 по липень 2019 — Голова Києво-Святошинської районної державної адміністрації Київської області.
- Станом на квітень 2024 — директор Департаменту суспільних комунікацій КМДА[3]

## Громадська діяльність
- У 2006 році обрана депутатом Шевченківської районної у м. Києві ради, нагороджена подякою Голови Шевченківської районної у м. Києві ради за вагомий внесок в розвиток місцевого самоврядування;
- у 2010 році обрана депутаткою Київської обласної ради, нагороджена подякою Голови Київської обласної ради за вагомий внесок в розвиток місцевого самоврядування.

## Політична діяльність
- 2001—2003 — голова ГО «Молодий Рух» Київської області;
- 2003—2004 — координаторка молоді «Наша Україна» у Київській області;
- 2004—2006 — «Пора», м. Київ;
- 2006—2010 — Блок Віталія Кличка «Пора-ПРП», депутатка Шевченківської районної ради у м. Києві;
- 2010—2014 — членкиня Політичної партії «УДАР (Український Демократичний Альянс за Реформи) Віталія Кличка», голова виконавчого комітету Київської обласної організації «УДАР Віталія Кличка», заступниця голови Київської обласної Політичної партії та заступниця голови контрольно-ревізійної комісії Політичної партії «УДАР Віталія Кличка».
- З серпня 2014 року — безпартійна.
- 2010—2015 — Київська обласна рада, депутат.
- з 2020 — Київська міська рада, депутат, член політичної партії «Удар» Віталія Кличка.

## Нагороди та звання
У 2019 році нагороджена почесною грамотою Кабінету Міністрів України за вагомий особистий внесок у забезпечення соціально-економічного, культурного розвитку Київської області, багаторічну сумлінну працю та високий професіоналізм.
У 2016 році нагороджена Орденом Святої великомучениці Варвари за заслуги з відродження духовності в Україні та утвердження Помісної Української Православної Церкви.
У 2016 році нагороджена нагрудним знаком «Знак Пошани» Державної служби України з надзвичайних ситуацій.
Нагороджена подякою Голови Шевченківської районної у м. Києві ради за вагомий внесок в розвиток місцевого самоврядування.